# David Navara
David Navara, né le 27 mars 1985, est un joueur d'échecs tchèque, grand maître international depuis 2002.
Au 1er juin 2019, il est le no 1 tchèque et le 26e joueur mondial avec un classement Elo de 2 734 points.

## Carrière aux échecs

### Débuts
Sous la houlette de ses premiers entraîneurs Ludek Pachman et Vlastimil Jansa, Navara remporta de nombreux tournois dans les catégories jeunes. Il obtint le titre de grand maître international en 2002.

### Multiple champion de République tchèque
David Navara a remporté le championnat de Tchéquie d'échecs à treize reprises : en 2004, 2005, 2010, 4 fois de suite de 2012 à 2015, puis en 2017, 2019, 2020 et de 2022 à 2024,.

### Tournois internationaux
En 2003, il remporta le mémorial Rubinstein à Polanica-Zdroj.
En 2004, il finit sixième au championnat d'Europe individuel à Antalya (obtenant une nulle contre le vainqueur Vassili Ivantchouk).
2006 est l'année de son arrivée dans le top 15 mondial. 
En 2007, il est invité au tournoi de Wijk aan Zee Corus (où il remplace Aleksandr Morozevitch forfait), réunissant plusieurs des meilleurs joueurs mondiaux. Il se classe à la septième place (sur 14 joueurs), avec un bilan de 3 victoires (contre Ponomariov, Loek van Wely et le jeune Magnus Carlsen), 7 nulles (notamment contre Topalov, Kramnik, Anand, Svidler et Aronian) et 3 défaites (contre Radjabov, Kariakine et Chirov).
En 2011, il finit premier ex æquo du tournoi de Wijk aan Zee, Tata Steel groupe B, ex æquo avec Luke McShane (premier au départage) et devant Wesley So et Lê Quang Liêm.

### Matchs
En match, à Prague, Navara a battu :
- Viktor Kortchnoï en 2003 (1,5 - 0,5) ;
- Nigel Short en 2007 (7 à 3) ;
- Sergei Movsessian en 2011 (3,5 à 2,5 en parties rapides).

### Coupes du monde
| Année | Lieu            | Résultat                         | Ultime adversaire         | Adversaires battus                                                             |
| ----- | --------------- | -------------------------------- | ------------------------- | ------------------------------------------------------------------------------ |
| 2005  | Khanty-Mansiïsk | premier tour                     | Predrag Nikolić           |                                                                                |
| 2007  | Khanty-Mansiïsk | deuxième tour                    | Sergueï Roublevski        | Alexander Ivanov                                                               |
| 2009  | Khanty-Mansiïsk | troisième tour                   | Sergueï Kariakine         | Darwin Laylo, Alexander Shabalov                                               |
| 2011  | Khanty-Mansiïsk | quart de finale (cinquième tour) | Aleksandr Grichtchouk     | Nikolaï Kabanov, Alexander Onischuk, Aleksandr Moïsseïenko, Yaroslav Jereboukh |
| 2013  | Tromsø          | deuxième tour                    | Jon Ludvig Hammer         | Sandro Mareco                                                                  |
| 2015  | Bakou           | deuxième tour                    | Gadir Gousseinov          | Tamir Nabaty                                                                   |
| 2017  | Tbilissi        | troisième tour                   | Aleksanr Grichtchouk      | Jóhann Hjartarson, Ivan Chéparinov                                             |
| 2019  | Khanty-Mansiïsk | premier tour                     | Daniil Iouffa             |                                                                                |
| 2023  | Bakou           | troisième tour                   | Rameshbabu Praggnanandhaa | Niclas Huschenbeth                                                             |

### Compétitions par équipe
En 2001, il réalisa un brillant 7/9 au championnat d'Europe par équipes de León réalisant une performance Elo de 2 775 points et remportant la médaille d'argent individuelle au deuxième échiquier.
Au mois de juin 2006, leader de l'équipe de République Tchèque aux Olympiades d'échecs de Turin, il réalise un score de 8½/12, avec notamment une victoire contre le Russe Peter Svidler. Ces bons résultats lui permettent au classement Elo de juillet 2006 de franchir la barre des 2700 points Elo (2719), et de passer ainsi de la 50e à la 14e place mondiale.
Lors de l'Olympiade d'échecs de 2012, il remporta la médaille d'or individuelle au deuxième échiquier. Il remporte la Coupe d'Europe des clubs d'échecs avec l'équipe de Novossibirsk en 2013.
David Navara joue au Mulhouse Philidor, dans le Top 12 français.